# Непрекъсната оптимизация
Непрекъснатата оптимизация (на английски: continuous optimization) е клон на оптимизацията в приложната математика.
За разлика от дискретната оптимизация, променливите, използвани в целевата функция, трябва да са непрекъснати променливи, тоест, да се избират от набор от реалночислени стойности, между които не съществуват пропуски (стойности от интервали от реалната линия). Поради това предположение за непрекъснатост, този вид оптимизация позволява използването на техники от областта на диференциалното смятане.

## Задача за непрекъсната оптимизация
Стандартната формулировка на една задача за непрекъсната оптимизация е 
{\displaystyle {\begin{aligned}&{\underset {x}{\operatorname {minimize} }}&&f(x)\\&\operatorname {subject\;to} &&g_{i}(x)\leq 0,\quad i=1,\dots ,m\\&&&h_{i}(x)=0,\quad i=1,\dots ,p\end{aligned}}}
където
- {\displaystyle f(x):\mathbb {R} ^{n}\to \mathbb {R} } е целевата (фитнес) функция, която трябва да бъде минимизирана относно променливата {\displaystyle x},
- {\displaystyle g_{i}(x)\leq 0} са дадени неравенства, които играят ролята на ограничения,
- {\displaystyle h_{i}(x)=0} са дадени равенства, които играят ролята на ограничения.

В литературата съществува условността стандартно оптимизационната задачата да е дефинирана като минимизационна. Задача за непрекъсната оптимизация, изискваща максимизация по даден критерий, се решава като целевата функция се вземе в отрицание.